# Oldřich Selucký
Oldřich Selucký (* 31. prosinec 1955 Kyjov) je český spisovatel, scenárista, malíř a ilustrátor.

## Život
Vystudoval v Praze MFF UK, v Rakousku a ve Francii poté studoval filosofii, teologii a staré jazyky. Mezi lety 1990 až 1993 vyučoval filosofii a etiku na Pedagogické fakultě University Karlovy. Jeho tchánem byl sochař Karel Stádník.

## Filmové dílo
Jako scenárista se Oldřich Selucký podílel na vytvoření několika dětských animovaných seriálů:
- Broučkova rodina (2000) – 9dílný večerníčkový seriál volně navazuje na slavné Karafiátovy Broučky.
- Cesta tří králů (2001) – 8dílný večerníčkový seriál pojednávající o cestě tří králů do Betléma.
- Pavel, dobrodruh víry (2003) – 8dílný večerníčkový seriál, který mapuje dobrodružný život sv. Pavla.
- Čas zakládání (2007) – 27dílný seriál (každý dílek je dlouhý 8 minut) příběhovou formou seznamuje děti se vznikem všech tří hlavních světových náboženství (křesťanství, židovství a islámu).

Dále je jako scenárista autorem i několika televizních dokumentů:
- Jáhnové, služba pro 3. tisíciletí 2000 – oceněno zlatou medailí z Říma v soutěži Signis – celosvětového sdružení katolických audiovizuálních institucí
- Kámen, smrt a hudba (2002) – Oldřich Selucký zároveň pořadem provází i jako moderátor
- Kardinál Josef Beran (2008) – Hodinový dokument pojednávající o životě kardinála Josefa Berana.

Oldřich Selucký také příležitostně vystupuje v České televizi jako komentátor, dvakrát byl hostem pořadu České televize Sváteční slovo.

## Knižní dílo
- Pavel, dobrodruh víry (2004) – Pavel, dobrodruh víry je knižní podoba stejnojmenného večerníčkového seriálu. Americký překlad knihy vyhrál první cenu za nejlepší katolickou knihu pro děti za rok 2009 od Sdružení katolických nakladatelů Spojených států amerických a Kanady. Kniha vyšla také ve španělském překladu v Kolumbii.
- Strážce ohně (2012) – Strážce ohně je dobrodružná kniha pro mládež z doby, kdy na Velkou Moravu přišli svatí Cyril a Metoděj. Dílo se dočkalo překladu do slovenštiny. Autor knihu také ilustroval.
- Vojmírova cesta (2013) – Vojmírova cesta navazuje na Strážce ohně a dobrodružnou formou vypraví další osudy biskupa Metoděje.
- Vzpoura v Assisi (2014) – Vzpoura v Assisi je další dobrodružný román pro mládež, tentokrát zasazený do doby života Františka z Assisi.
- Bitva na řece Pádu (2015) – Dobrodružný román ze století páry. Válka dvou chlapeckých gangů na předměstí italského Turína a na pozadí euforie pro technické vynálezy 19. století. Praha: Portál , 2015. ISBN 978-80-262-0903-4
- Bratr Dominik (2016) – Dílo pojednává o křížové výpravě proti Albigenským neboli Katarům. Autor ukazuje dobré i horší stránky tehdejšího středověku. Karmelitánské nakladatelství, 2016, ISBN 978-80-7195-787-4
- Cesta tří králů (2018) – Ilustrovaná kniha pro děti o pouti tří mudrců do Betléma. Kniha vychází ze stejnojmenného televizního seriálu Cesta tří králů.
- Svatá Anežka (2019) - Ilustrovaná životopisná kniha pro školáky a předškoláky o Anežce České.
- Svatá Ludmila (2021) - Ilustrovaná životopisná kniha pro školáky a předškoláky o svaté Ludmile.